# Exploding Plastic Inevitable

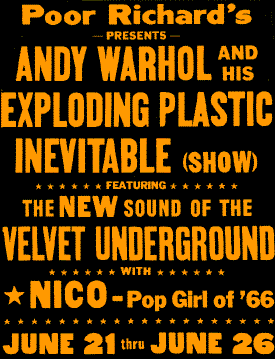
Plakat von 1966

Exploding Plastic Inevitable (E.P.I) – anfangs Erupting Plastic Inevitable – war der Titel einer losen Serie von multimedialen Performances, Happenings und Lightshows, die der amerikanische Pop-Art-Künstler Andy Warhol in Zusammenarbeit mit der Rockgruppe The Velvet Underground und der Sängerin Nico von Anfang 1966 bis Mitte 1967 veranstaltete.
Das konsternierte Publikum wurde mit einem wahren Bombardement aus kreischenden Gitarrenverstärkern, hämmernden Schlagzeugattacken und treibenden Bassrhythmen verunsichert, überdies mit zuckenden Stroboskopblitzen geblendet und mit Lichteffekten und psychedelischen Dia- und Filmprojektionen zu sadomasochistisch angehauchten Tanzdarbietungen verunsichert. Bekannteste Location des Kulturspektakels war das DOM in New York City.

## Ausführende Akteure (unter anderem)

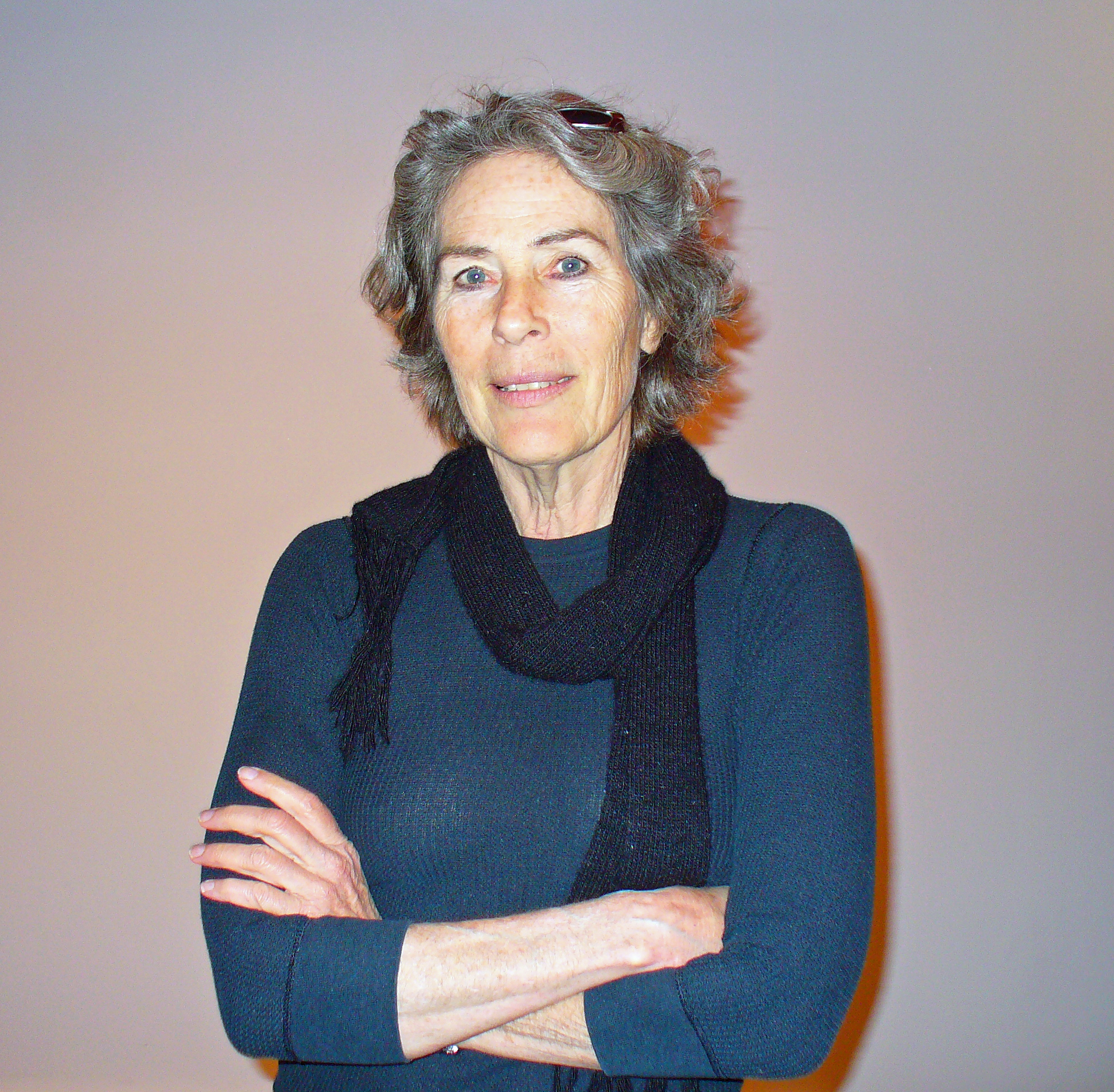
Mary Woronov

- Lou Reed, John Cale, Sterling Morrison und Maureen Tucker, auch als The Velvet Underground bekannt
- Gerard Malanga (Fotograf, Künstler und Assistent Warhols)
- Billy Name (Fotograf)
- Nico (Modell und Sängerin)
- Ondine (Factory-Mitglied)
- Brigid Berlin alias Brigid Polk (Schauspielerin und Factory-Faktotum)
- Barbara Rubin (Filmemacherin und Regisseurin)
- Edie Sedgwick (Schauspielerin und Stil-Ikone der 1960er)
- Ingrid Superstar (Schauspielerin und Tänzerin)
- Danny Williams (Factory-Elektriker, verantwortlich für die Lichteffekte)
- Mary Woronov (Schauspielerin und Tänzerin)
- Andy Warhol als er selbst

sowie diverse weitere Warhol-Superstars und Mitglieder seiner Factory.